# Resilienza (biologia)

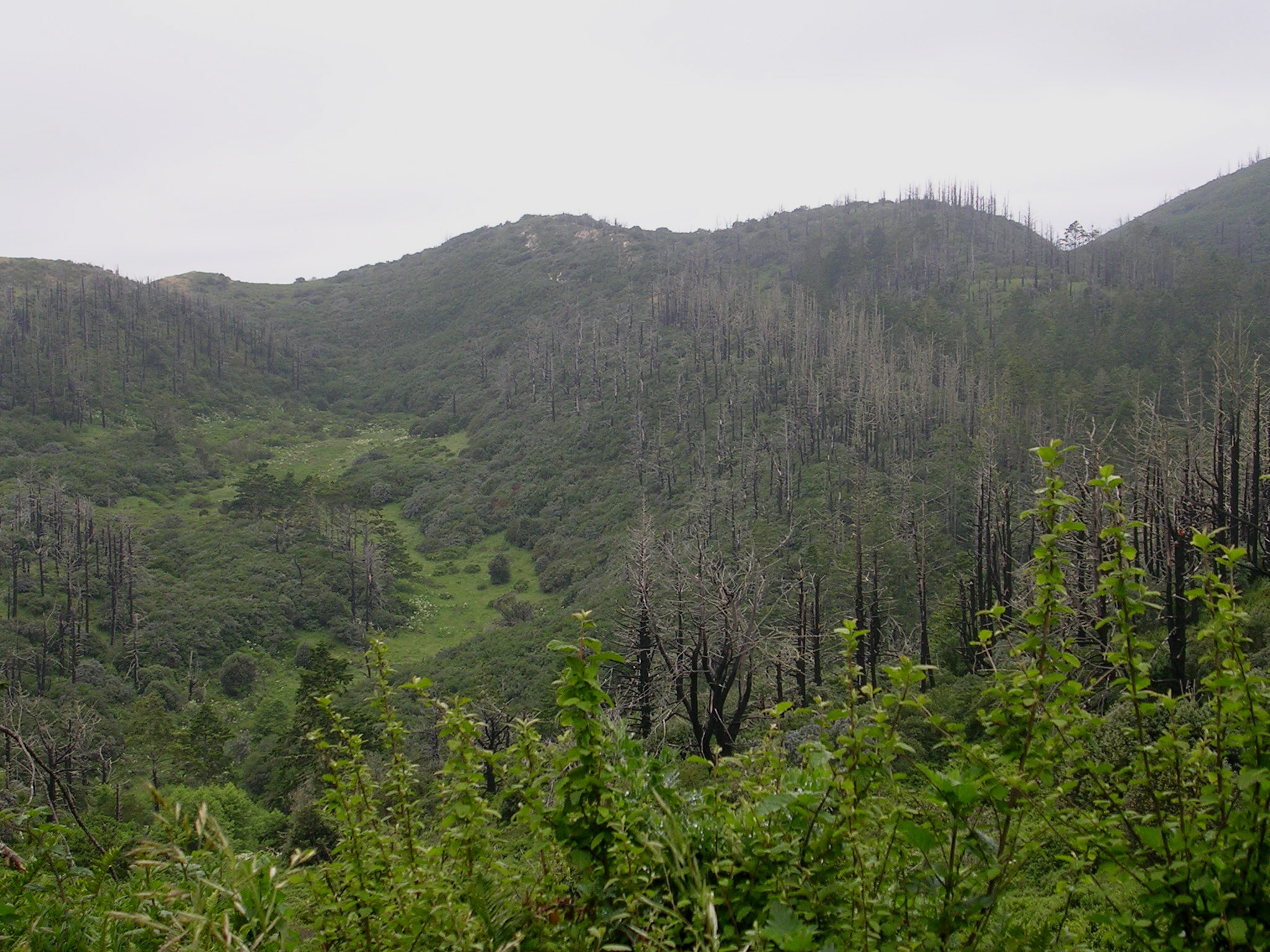
Dopo un incendio, l'ecosistema boschivo ha una certa capacità di "guarire" e di recuperare. Questa resilienza ecologica varia a seconda del contesto biogeografico e storico

La resilienza (dal latino resiliens -entis, part. pres. di resilire «rimbalzare») in ecologia e biologia è la capacità di un materiale di autoripararsi dopo un danno o di una comunità (o sistema ecologico) di ritornare al suo stato iniziale dopo essere stata sottoposta a una perturbazione che l'ha allontanata da quello stato.

## Ecologia

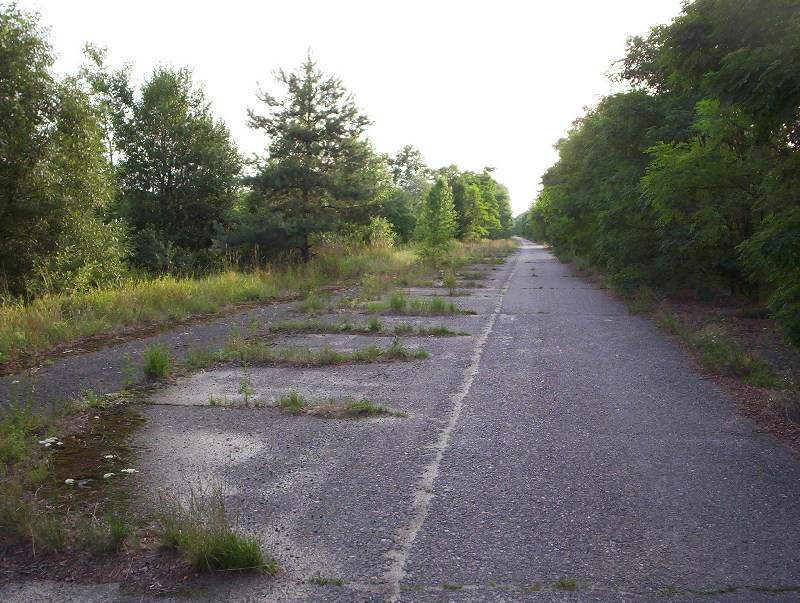
La vegetazione spontanea colonizza e degrada l'asfalto di un'autostrada polacca incompiuta e poco usata

Nel caso di un ecosistema la perturbazione può avere origine antropica (ad es. inquinamento, disboscamento, cambiamento climatico, l'invasione da parte di una o più specie aliene) o naturale (ad es. un evento atmosferico, un incendio, una frana).
Gli ecosistemi mediterranei di tipo naturale (ad es. la macchia mediterranea), caratterizzati da forte variabilità di molti fattori ambientali, hanno evoluto una forte resilienza a eventi naturali quali incendi, forti mareggiate, crollo di costoni rocciosi e le specie tipiche di questi ambienti riescono a ricolonizzare velocemente le aree distrutte o fortemente degradate da questo tipo di eventi.
Di contro, molti ambienti tropicali (ad es. la foresta pluviale o le barriere coralline), i cui parametri ambientali sono rimasti quasi immutati per millenni, non hanno la capacità di rigenerarsi a seguito di disturbi anche molto meno degradanti di quelli descritti sopra.
In generale si pensa che in un ecosistema a una maggiore variabilità dei fattori ambientali corrisponde una più alta resilienza delle specie che vi appartengono.
In caso di specie animali e vegetali, quando queste presentano alti tassi di resilienza vengono definite specie r-strateghe.